# 施氏裸眉鸫
施氏裸眉鸫（学名：Philepitta schlegeli），是裸眉鸫科裸眉鸫属的一种，为马达加斯加的特有种。该物种的保护状况被评为近危。
施氏裸眉鸫的平均体重约为27.9克。栖息地包括亚热带或热带的湿润低地林和亚热带或热带的旱林。